# Ендрю Віктор Шаллі
Ендрю Віктор Шаллі (пол. Andrzej Wiktor Schally; англ. Andrew V. Schally; 30 листопада 1926, Вільно — 17 жовтня 2024) — польсько-американський біохімік, нобелівський лауреат за відкриття, пов'язані з секрецією пептидних гормонів мозку.

## Біографія і кар'єра
Ендрю Віктор Шаллі народився 30 листопада 1926 року в місті Вільно (тепер Вільнюс, Литва) в сім'ї військовослужбовця. Під час Другої світової війни Шаллі емігрував з окупованої Східної Європи спочатку до Румунії, а 1945 року через Італію й Францію — до Шотландії. 1946 р. здобуває диплом школи Бріджа Аллена. З 1946 по 1950 р. вивчає біохімію в Лондонському університеті, а потім працює молодшим науковим співробітником у Лондонському національному інституті медичних досліджень. У 1952 р. Шаллі емігрував до Канади, у Монреаль і вступив до Університету Макгілла, де вивчав ендокринологію, а також проводив наукові дослідження в лабораторії експериментальної терапії Алленівського інституту психіатрії. Протягом перших двох років роботи у Монреалі Шаллі досліджував гіпофіз і наднирники. Він зацікавився гормонами, які виділяються гіпоталамусом і регулюють секреторну активність гіпофізу. Шаллі першим ідентифікував гіпоталамічний гормон і назвав його кортикотропін-рилізинг-гормоном (КРГ). За результатами досліджень здобув ступінь доктора (1957 року). Цього ж року, працюючи асистент-професором фізіології в медичній школі Університету Бейлора у Х'юстоні (штат Техас), разом із Роже Гійменом починає вивчати хімічну будову КРГ. Перші спроби виявилися невдалими. Але Шаллі та Гіймен, далі працюючи незалежно один від одного і постійно змагаючись, відкрили інші гіпоталамічні гормони. 1962 року Шаллі отримав американське громадянство й став директором лабораторії ендокринології й поліпептидів госпіталю Адміністрації ветеранів у Новому Орлеані. Крім цього, був призначений асистент-професором медицини медичної школи Університету Тьюлейна, а в 1966 році — професором медицини цього університету. У 1966 році групою Шаллі було виділено гіпоталамічний гормон тиреотропін-рілізінг-фактор, який використовують для діагностики й лікування деяких захворювань, пов'язаних із гормональною недостатністю. Наприкінці 60-х р. Шаллі та його колеги отримали гіпоталамічний гормон, який тепер називається гонадотропін-рилізинг-гормон (ГРГ) і який використовують для лікування деяких форм безпліддя. Шаллі був одружений з Маргарет Рашель Уайт. Після розлучення в 1974 р. одружився з Ане Марією де Мейрес-Комару — дослідницею в галузі ендокринології з Бразилії.

## Нагороди
Нобелівську премію з фізіології або медицини Шаллі та Гіймену було присуджено 1977 року «за відкриття, пов'язані з секрецією пептидних гормонів мозку». Цю премію вони розділили з Розалін Ялоу, яка отримала її за роботи з радіоімунології. Шаллі удостоєний багатьох нагород і почесних звань; він є членом наукових товариств й академій; має почесні ступені університетів різних країн.